# Karl-Turm (Deggendorf)
Der Karl-Turm ist ein Hochhaus in Deggendorf mit einer Höhe von 37,70 Metern. Er ist benannt nach der Bauherrin, der Unternehmensgruppe Karl und steht im geplanten, neuen Stadtviertel Die Bogen nahe der Technischen Hochschule Deggendorf und der historischen Altstadt. Die Bauzeit war von September 2017 bis Herbst 2022.

## Bürgerbegehren
Überregionale Aufmerksamkeit erhielt der Turm aufgrund eines Bürgerbegehrens, der eine Beschränkung der Höhe auf 22 Meter zum Ziel hatte. Die Gegner wollten das Stadtbild Deggendorfs wahren, das sie durch den Neubau bedroht sehen. Das Begehren erreichte die nötige Stimmzahl nicht, somit gilt der Stadtratsbeschluss und das Gebäude durfte mit einer Wandhöhe von 36 Metern errichtet werden.

## Architektur
Ursprünglich war für das Gebäude eine Höhe von 36 Metern geplant. Aufgrund technischer Probleme war eine Tektur erforderlich, aufgrund dieser dann eine Bauhöhe von 37,70 Metern erfolgte. Das Problem war der Bruch aller 148 betonierten Bohrpfähle zur Fundamentsicherung; ohne das Gegengewicht der neun Stockwerke könnten der Bau bei hohem Grundwasserstand aufschwimmen.
Verteilt über 9 Stockwerke entstand auf über 5.600 m² ein Bürokomplex mit Empfangsbereich, Konferenzräumen, Tagesbar und im 9. Obergeschoss ein Restaurant und Café jeweils mit Dachterrasse sowie Tiefgarage und Außenparkplätze.